# Большая колесница
«Большая колесница» (фр. Le Grand Chariot) — художественный фильм французского режиссёра Филиппа Гарреля, главные роли в котором сыграли Луи Гаррель, Эстер Гаррель, Дамьен Монжен. Премьера картины состоялась на 73-м Берлинском кинофестивале 20 февраля 2023 года.

## Сюжет
Главные герои фильма — брат и две сестры (всех троих играют дети режиссёра — Луи, Эстер и Лена) , которые руководят передвижным кукольным театром. Их отец умер во время представления, и теперь они продолжают семейное дело.

## В ролях
- Луи Гаррель
- Эстер Гаррель
- Дамьен Монжен

## Премьера и восприятие
Премьера картины состоялась на 73-м Берлинском кинофестивале 20 февраля 2023 года. Фильм получил  «Серебряного медведя» за лучшую режиссуру. 